# باول ديفيز (لاعب تنس الطاولة)
باول ديفيز (بالإنجليزية: Paul Davies)‏ هو لاعب تنس الطاولة بريطاني، ولد في 12 أكتوبر 1966 في كارديف في المملكة المتحدة.